# Пенндел (Пенсільванія)
Пенндел (англ. Penndel) — місто (англ. borough) в США, в окрузі Бакс штату Пенсільванія. Населення — 2515 осіб (2020).

## Географія
Пенндел розташований за координатами 40°9′19″ пн. ш. 74°54′53″ зх. д. / 40.15528° пн. ш. 74.91472° зх. д. (40.155166, -74.914655).  За даними Бюро перепису населення США в 2010 році місто мало площу 1,08 км², уся площа — суходіл.

### Клімат
| Клімат : Пенндел        | Клімат : Пенндел | Клімат : Пенндел | Клімат : Пенндел | Клімат : Пенндел | Клімат : Пенндел | Клімат : Пенндел | Клімат : Пенндел | Клімат : Пенндел | Клімат : Пенндел | Клімат : Пенндел | Клімат : Пенндел | Клімат : Пенндел | Клімат : Пенндел |
| Показник                | Січ.             | Лют.             | Бер.             | Квіт.            | Трав.            | Черв.            | Лип.             | Серп.            | Вер.             | Жовт.            | Лист.            | Груд.            | Рік              |
| Абсолютний максимум, °C | 22,0             | 25,5             | 30,8             | 34,8             | 35,3             | 35,9             | 39,3             | 38,1             | 36,9             | 31,4             | 27,3             | 24,4             | 39,3             |
| Середній максимум, °C   | 4,7              | 6,4              | 10,9             | 17,6             | 22,9             | 28,1             | 30,4             | 29,4             | 25,7             | 19,4             | 13,3             | 7,1              | 18,1             |
| Середня температура, °C | 0,1              | 1,5              | 5,6              | 11,5             | 16,7             | 22,1             | 24,6             | 23,7             | 19,8             | 13,3             | 8,0              | 2,6              | 12,5             |
| Середній мінімум, °C    | −4,5             | −3,4             | 0,2              | 5,4              | 10,5             | 16,0             | 18,8             | 18,0             | 13,9             | 7,3              | 2,7              | −2               | 6,9              |
| Абсолютний мінімум, °C  | −23,2            | −19,1            | −15,4            | −7,7             | 0,9              | 5,8              | 9,2              | 6,3              | 2,5              | −3,6             | −10,8            | −17,7            | −23,2            |
| Норма опадів, мм        | 90               | 70               | 107              | 100              | 109              | 109              | 130              | 110              | 109              | 95               | 90               | 102              | 1220             |
| Вологість повітря, %    | 65.4             | 62.2             | 58.0             | 57.2             | 61.7             | 65.2             | 65.8             | 68.4             | 69.3             | 68.5             | 66.9             | 67.3             | 64.7             |
| ----------------------- | ---------------- | ---------------- | ---------------- | ---------------- | ---------------- | ---------------- | ---------------- | ---------------- | ---------------- | ---------------- | ---------------- | ---------------- | ---------------- |
| Джерело: PRISM          |                  |                  |                  |                  |                  |                  |                  |                  |                  |                  |                  |                  |                  |

## Демографія
Згідно з переписом 2010 року, у селищі мешкало 2328 осіб у 910 домогосподарствах у складі 540 родин. Густота населення становила 2152 особи/км².  Було 964 помешкання (891/км²).
Расовий склад населення:
| - 84,2 % — білих - 8,6 % — чорних або афроамериканців - 2,7 % — азіатів - 1,2 % — осіб інших рас |

До двох чи більше рас належало 3,2 %. Частка іспаномовних становила 4,3 % від усіх жителів.
За віковим діапазоном населення розподілялося таким чином: 19,6 % — особи молодші 18 років, 68,5 % — особи у віці 18—64 років, 11,9 % — особи у віці 65 років та старші. Медіана віку мешканця становила 35,6 року. На 100 осіб жіночої статі у селищі припадало 89,9 чоловіків;  на 100 жінок у віці від 18 років та старших — 88,4 чоловіків також старших 18 років.
Середній дохід на одне домашнє господарство  становив 60 384 долари США (медіана — 42 128), а середній дохід на одну сім'ю — 76 440 доларів (медіана — 57 500). Медіана доходів становила 41 599 доларів для чоловіків та 37 563 долари для жінок. За межею бідності перебувало 17,5 % осіб, у тому числі 20,0 % дітей у віці до 18 років та 2,8 % осіб у віці 65 років та старших.
Цивільне працевлаштоване населення становило 1534 особи. Основні галузі зайнятості: освіта, охорона здоров'я та соціальна допомога — 25,0 %, мистецтво, розваги та відпочинок — 16,2 %, роздрібна торгівля — 14,7 %.